# Чифарелли, Доминик
Доминик Лучо Чифарелли (англ. Dominic Lucio Cifarelli; род. 3 августа 1979) — канадский гитарист, основавший группу Pulse Ultra, также играющий на басу в группе Scars on Broadway, имеет свой сольный проект, под названием The Chronicles of Israfel, дебютный сольный альбом выпустил в июле 2007 года. В настоящее время Доминик готовит выход второго альбома.